# هانس پترشن
 هانس پترشن (انگلیسی: Hans Pettersson؛ زاده ۲۶ اوت ۱۸۸۸ درگذشته ۲۵ ژانویهٔ ۱۹۶۶) یک دانشمند اهل سوئد بود.